# Edmilson Paulo da Silva
Edmilson Paulo da Silva (16 april 1968) – alias Edmilson – is een Braziliaans voormalig voetballer en vader van voetballer Junior Edmilson. Edmilson was een aanvaller en speelde in de jaren 90 voor verscheidene Belgische clubs.

## Carrière
Edmilson senior voetbalde in zijn geboorteland voor Sport Club do Recife. Hij verhuisde op 22-jarige leeftijd naar Europa. Edmilson, een kleine aanvaller, belandde bij derdeklasser RFC Seraing, met wie hij meteen kampioen werd en naar de tweede klasse promoveerde. Onder coach Georges Heylens steeg de Luikse club in 1993 zelfs naar de hoogste afdeling. Vanaf dan kreeg Edmilson senior er met Wamberto een landgenoot en spitsbroeder bij. In zijn eerste seizoen in de eerste klasse werd Seraing derde in de competitie. De dribbelvaardige Edmilson beschikte over een uitstekende linker en speelde zich in het seizoen 1993/94 in de kijker met 15 doelpunten.
In die periode kon hij zich ook tot Belg laten naturaliseren en maakte hij kans op een plaats bij de Rode Duivels, maar Edmilson ging niet in op het voorstel omdat hij geselecteerd wilde worden voor het Braziliaans voetbalelftal.
Een seizoen later mocht Seraing deelnemen aan de UEFA Cup. Het werd op basis van uitdoelpunten al in de eerste ronde uitgeschakeld door het Russische Dinamo Moskou. In het seizoen 1995/96 ontsnapte Seraing op het nippertje aan de degradatie, maar financiële problemen deden de club dat jaar de das om. De club ging op in het naburige Standard Luik en tal van spelers, waaronder Wamberto en Edmilson, maakten de overstap naar de Rouches.
Bij Standard kon Edmilson senior nooit doorbreken, zeker niet toen de club in de zomer van 1997 de broers Émile en Mbo Mpenza aantrok. Na twee seizoenen bij de Luikse topclub werd Edmilson senior uitgeleend aan het Cypriotische Limassol. Toen zijn spelersloon er niet werd uitbetaald, keerde hij al snel terug naar België. Hij kon eersteklasser KV Oostende overtuigen, maar zakte met de West-Vlaamse club in 1999 terug naar de tweede divisie. Na de degradatie liet Oostende de aanvaller terugkeren naar Standard, de club waarvan hij nog steeds eigendom was. Maar bij de Rouches was er geen plaats voor Edmilson senior en dus keerde hij terug naar zijn thuisland. Daar voetbalde hij een jaar voor Botafogo. Nadien keerde de Braziliaan terug naar België en belandde hij bij de vierdeklasser RFC Athois uit het Waalse Aat. Edmilson werd er verenigd met enkele oude bekenden als Georges Heylens, Benjamin Debusschere en Roger Lukaku. In 2003 zette de 35-jarige Edmilson een punt achter zijn spelerscarrière als speler van RFC Athois.

## Trivia
- De Braziliaanse aanvallers Wamberto en Edmilson maakten in de jaren 90 het mooie weer bij Seraing. In 1996 werd Seraing opgeslorpt door Standard Luik en zo kwamen beide Brazilianen aldaar terecht. Hun zonen Edmilson Junior en Danilo doorliepen allebei de jeugdopleiding van Standard.